# 상업장부
상업장부란 상인이 영업상의 재산상태 및 손익상황을 명확하게 하기 위하여 상법상의 의무로서 작성하는 장부이다. 상법상의 의무로서 작성되는 장부가 아닌 것은 상업장부에 해당되지 않으며 예컨대 상업장부를 작성할 의무가 없는 소상인이 기재한 장부는 상업장부가 아니다. 상업장부에는 회계장부와 대차대조표가 있으며, 회계장부에는 전표, 분개장, 총계정원장 등이 포함된다. 상업장부는 재무제표와 구별되는데, 재무재표란 대차대조표, 손익계산서, 이익잉여금처분계산서 또는 결손금처리계산서를 통칭하는 개념이다..

## 조문
제29조 (상업장부의 종류·작성원칙) ① 상인은 영업상의 재산 및 손익의 상황을 명백히 하기 위하여 회계장부 및 대차대조표를 작성하여야 한다.
②상업장부의 작성에 관하여 이 법에 규정한 것을 제외하고는 일반적으로 공정·타당한 회계관행에 의한다.
제30조 (상업장부의 작성방법) ① 회계장부에는 거래와 기타 영업상의 재산에 영향이 있는 사항을 기재하여야 한다.
②상인은 영업을 개시한 때와 매년 1회 이상 일정시기에, 회사는 성립한 때와 매 결산기에 회계장부에 의하여 대차대조표를 작성하고, 작성자가 이에 기명날인 또는 서명하여야 한다.  <개정 1995.12.29.>
제31조 삭제  <2010.5.14.>
제32조 (상업장부의 제출) 법원은 신청에 의하여 또는 직권으로 소송당사자에게 상업장부 또는 그 일부분의 제출을 명할 수 있다.
제33조 (상업장부등의 보존) ① 상인은 10년간 상업장부와 영업에 관한 중요서류를 보존하여야 한다. 다만, 전표 또는 이와 유사한 서류는 5년간 이를 보존하여야 한다.  <개정 1995.12.29.>
②전항의 기간은 상업장부에 있어서는 그 폐쇄한 날로부터 기산한다.
③제1항의 장부와 서류는 마이크로필름 기타의 전산정보처리조직에 의하여 이를 보존할 수 있다.  <신설 1995.12.29.>
④제3항의 규정에 의하여 장부와 서류를 보존하는 경우 그 보존방법 기타 필요한 사항은 대통령령으로 정한다.  <신설 1995.12.29.>

## 참고 문헌
- 이기수 최병규, 『상법총칙 상행위법(제7판)』, 박영사, 2010. ISBN 9788964545041